# Khabul Khan

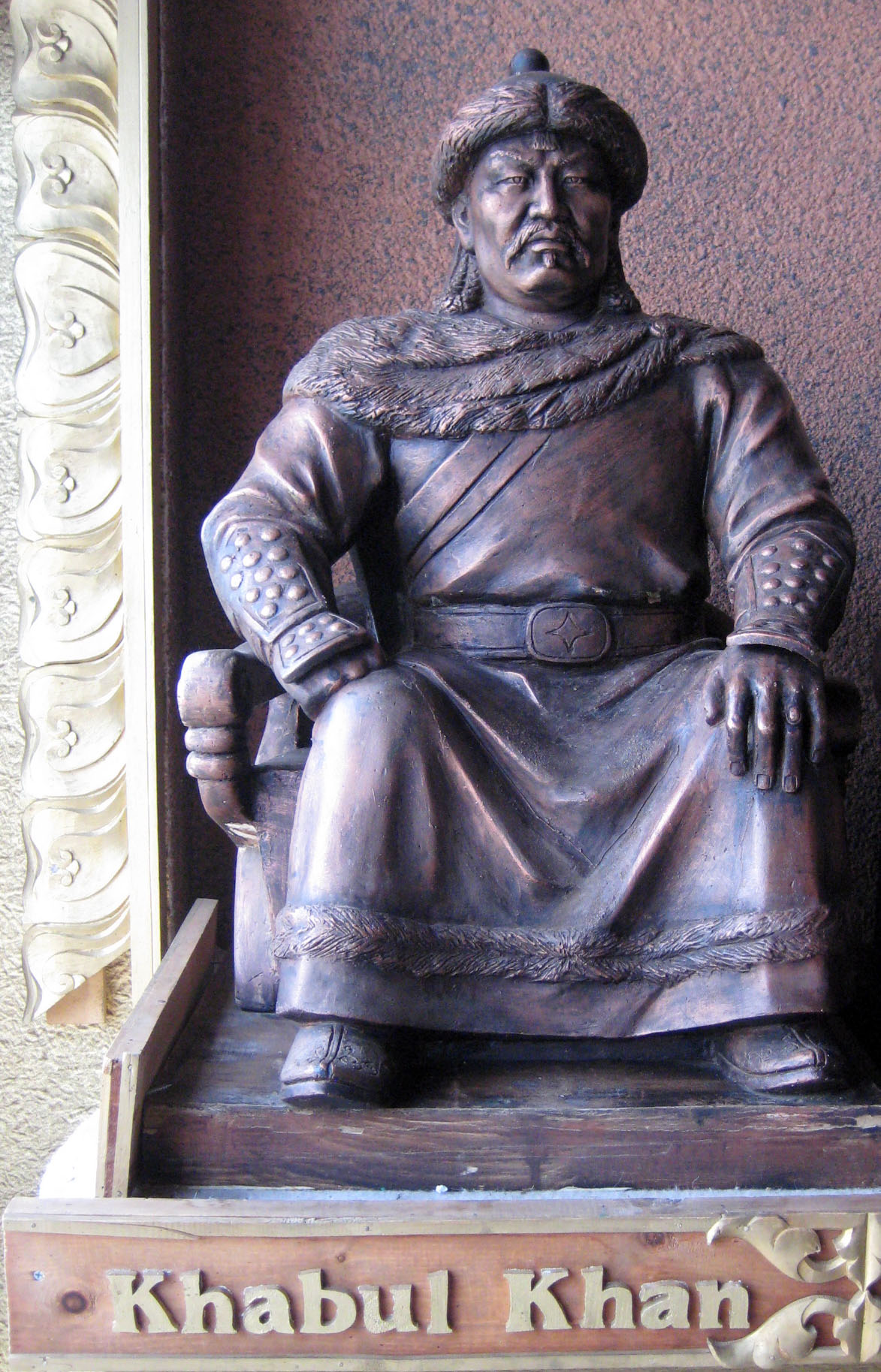

Khabul Khan was de eerste bekende khan van de Mongoolse Khamag-confederatie en overgrootvader van Dzjengis Khan.
Khabul was de zoon van Tumbinai Setsen. Khabul weerde met succes de invasies van de Jin-dynastie op Mongolië af. In 1135 werd hij door de Chinese keizer Taizong uitgenodigd, diens leger probeerde hem te ontvoeren, waarop hij zich terugtrok naar Zuid-Mongolië. Hij keerde terug met een groter leger om China te plunderen/
Hoewel hij zeven zonen had, nomineerde hij Ambaghai, een zoon van Sengün Bilg van de Taichuud clan, als zijn opvolger.